# 凯文·奥哈洛伦
凯文·奥哈洛伦（英語：Kevin O'Halloran，1937年3月3日—1976年7月5日）是20世纪50年代活跃的澳大利亚自由泳运动员，在墨尔本举办的1956年夏季奥林匹克运动会获男子4×200米自由泳接力金牌，是西澳大利亚州首位奥运金牌得主。奥哈洛伦是在故乡小镇卡特宁学会游泳，之后迁居珀斯，在吉尔福德文法学校念初中，在此期间决心成为游泳运动员。竞技游泳项目在当时的西澳大利亚州尚未得到足够重视，比赛是在浑浊的河水泳池内举行。面对这样的条件，奥哈洛伦于1955年末迁至澳大利亚东海岸，为晋级奥运创造条件。新教练弗兰克·格思里大幅调整奥哈洛伦的训练方案，不到一年里，他的速度就提高了近10个百分点，随后成功取得奥运会接力赛和400米自由泳个人赛的参赛资格。
奥哈洛伦带领另外3名选手创下新的世界纪录，但在400米项目中只取得第6名。此后，他的事业受到耳疾的严重影响，1958年，奥哈洛伦在未能取得大英帝国和英联邦运动会的参赛资格后退役。1976年，凯文·奥哈洛伦在越过围栏时意外绊倒，被手中枪支误伤而死。

## 早年经历
凯文·奥哈洛伦于1937年3月3日生于西澳大利亚州珀斯东南方向的小镇卡特宁（Katanning），有两个弟弟和一个妹妹。家人在他出生地以西约40公里的科杰纳普（Kojonup）拥有占地36平方公里的羊群牧场，由他爷爷在1900年建成，奥哈洛伦就是在这里长大。父亲投身二战后，母亲无力独自在经营牧场的同时养育孩子，所以一家人搬到卡特宁住了7年:139。
卡特宁当时是西澳大利亚州为数不多拥有公共游泳池的乡间小镇之一，奥哈洛伦和弟弟妹妹一起在这里学会游泳，当地比他大上4岁的男孩也经常败在他手下。8岁那年，他在卡特宁州立小学老师的指导下开始学习竞技游泳，这位老师年轻时也是同年龄组的游泳冠军。朝鲜战争期间，羊毛价格快速上涨，奥哈洛伦的家庭收入相应增长，让他得以前往州首府珀斯的吉尔福德文法学校求学。:13914岁时，他在校游泳锦标赛上独得5项冠军，并为该校赢得29年来的第1个州冠军。除游泳外，他还代表学校参加了澳式足球和赛艇项目的比赛。:139
奥哈洛伦的表现引起西澳大利亚州数一数二的游泳教练唐·格雷夫纳尔（Don Gravenall）的关注，但由于学业上的限制，奥哈洛伦只能在圣诞期间参加几周高强度训练。1952年，年仅15岁的奥哈洛伦开始在州级比赛中崭露头角，他在吉尔福德文法学校赢得校际锦标赛中发挥重要作用，个人得分排名第2，赢得100米自由泳、400米自由泳和50米蛙泳项目冠军。:139
竞技游泳项目在当时的西澳大利亚州尚未得到足够重视，奥哈洛伦于1952年首度参加州锦标赛，这也是西澳大利亚州历史上第2次举办州级游泳锦标赛。他在少年组110码自由泳和蝶泳项目夺冠，还赢得220码自由泳冠军，在110码开阔场地自由泳比赛中获第2名。开阔场地自由泳的比赛是在珀斯郊区克劳利（Crawley）境内天鹅河（Swan River）畔泥泞的河水池中举行，水池非常混浊，不但肉眼看不到底，而且能看到水母潜藏其中:140，有时水母还会爬到运动员身上。此外，奥哈洛伦回到家乡时也经常需要在泥泞的水潭中练习。:140

## 泳坛经历
1953年，奥哈洛伦在西澳大利亚州锦标赛上赢得少年组110码蛙泳和自由泳、220码自由泳项目冠军，并在开阔场地110码和440码自由泳项目中排名第2。他在440码自由泳中的表现尤其抢眼，将原本的州纪录缩短了6秒之多。奥哈洛伦获选进入西澳大利亚队参加澳大利亚锦标赛，但孩子的父母及学校的教导主任认为学业更加重要，这让格雷夫纳尔懊恼不已。1954年，奥哈洛伦在州锦标赛的110码和220码项目中成功卫冕，1955年，他又将440码个人混合泳冠军收入囊中。奥哈洛伦在吉尔福德文法学校的最后一年成为校队队长，并直接带领游泳和射击队，而且还是州划船比赛的8名领头选手之一。1955年，奥哈洛伦前往阿德莱德参加澳大利亚游泳锦标赛，这也是他首度亮相全国大赛，最终在110码自由泳项目中排名第5，落后于之后的奥运会队友乔恩·亨里克斯（Jon Henricks）和约翰·德维特（John Devitt）。:140
经父母推荐，奥哈洛伦于1955年末搬到悉尼，师从弗兰克·格思里（Frank Guthrie），期望能晋级1956年在墨尔本举办的夏季奥运会:453。奥哈洛伦在他人家中寄宿，并在羊毛商店工作来支付开销。与新教练的磨合过程并不容易，格思里首次看到奥哈洛伦的自由泳发挥后并不感冒，反而问他“你会不会别的游泳花式？要想在我这里学游泳，你得完全从头开始。”:140
奥哈洛伦调整了自己的训练方式，将每天的游泳距离提升到约10公里，这样的距离在澳大利亚东部的竞技游泳选手中很常见，但在西澳大利亚州非常少见:140。在1个月的时间里，他先后17次超越自己在440码自由泳项目上的最好成绩，时间减少到4分55秒。在1956年新南士威尔州的游泳锦标赛上，他以2分12.6秒的成绩在220码自由泳项目中排名第3，虽然仍落后于加里·查普曼（Gary Chapman）和德维特，但已经比之前在西澳大利亚州创下的纪录快了10秒。奥哈洛伦在110码和440码自由泳项目上都排在第4名，其中440码的比赛成绩比他在西澳大利亚州的最高成绩快了30多秒，110码项目上则首次突破60秒大关。到澳大利亚锦标赛时，他又以4分37.8秒排名第3，仅次于穆雷·罗斯（Murray Rose）和穆雷·加里提（Murray Garretty）。奥哈洛伦是在忍爱耳疾折磨的同时交出这样的成绩单，成为1956年世界上游泳第5快的运动员，并因此赢得奥运会400米项目的入场卷，:141还以220码项目2分9.2秒的成绩获得男子4×200米自由泳接力赛的参赛资格。奥哈洛伦与罗斯、亨里克斯和查普曼是当时最有望入选的4名选手，其中奥哈洛伦预计将在比赛中游最后一棒。预选赛结束后，格思里声称奥哈洛伦是“近期澳大利亚锦标赛的新发现，也是澳大利亚未来的游泳选手。我深信，我们还没有看到凯文在本赛季的最佳表现。”:141

## 1956年墨尔本奥运会
抵达墨尔本后，奥哈洛伦、罗斯和亨里克斯在接力赛预赛期间没有出场:141。德维特、查普曼、格雷厄姆·汉密尔顿（Graham Hamilton）和加里提在预赛中排名第3，落后于英国和苏联，从资格赛成绩来看则还落后于日本和美国，排名第5:138。澳大利亚队一开始时取得领先，到第2棒游完赛程时领先幅度已有4.5秒。但好景不长，汉密尔顿的第3棒成绩很不理想，花了2分15.4秒，最终澳大利亚队比英国队要慢8.8秒。
澳大利亚队的决赛阵营有大幅提升，罗斯赢得400米自由泳项目冠军，亨里克斯和德维特则分获100米自由泳的金牌和银牌:139。德维斯在预赛中游出2分7.5秒的成绩，在预赛所有选手中名列第2，因此取代汉密尔顿参加4×200米接力赛的决赛。这个时候，澳大利亚队4名选手的成绩都在1956年全世界男子200米自由泳比赛中排名前5:211，所以夺冠几率极大，《运动画刊》预计会有新的世界纪录诞生，并且冠军的优势会有约14米。
奥哈洛伦在决赛阵容中取代查普曼出场，这一决定引发争议，因为查查曼已经在100米自由泳中拿下铜版，而且是220码自由泳的全国冠军:139。此外，德维特、罗斯、查普曼和亨里克斯之前一起在澳大利亚锦标赛上为新南士威尔州赢得4×200米接力赛冠军，奥哈洛伦的加入打破了这一团队组合。奥哈洛伦是澳大利亚队的第一棒，他以2分6.8秒成绩刷新奥运会纪录，比苏联选手快0.7秒，领先美国选手1.2秒，第4名的意大利队则已在整整3秒之外。接下来澳大利亚的领先幅度还稳步增加，德维特、罗斯和亨里克斯不但是各棒选手中游得最快的，而且任何一人的成绩都比其他代表团的任一选手都快。论个人成绩，奥哈洛伦在所有比赛选手中排第5，相比之下，排第4的苏联选手虽然有更好的开局，但只比奥哈洛伦快0.1秒。最终，澳大利亚队以8米23.6秒的成绩夺得金牌并创下新的世界纪录，比亚军美国队领先了近8秒，比季军苏联队快了13秒:139:218。奥哈洛伦也至此成为西澳大利亚州首位奥运金牌得主:141。
奥哈洛伦之前还赢得400米自由泳个人赛的参赛资格，他在预赛中以4分36.8秒的成绩获胜并进入决赛:218，比排名第2的日本选手野野下耕嗣要快0.5秒。但是，这一成绩在所有选手取得参赛资格的成绩里只排到第6位。奥哈洛伦游在第7道，但发挥欠佳，比个人最好成绩慢了近4秒，以0.4秒之差将铜牌拱手让给了美国选手乔治·布林（George Breen），最终夺冠的则是罗斯:489。奥哈洛伦在最后100米的冲刺中把自己同布林之间的差距缩短了1.3秒，但最终还是以4分32.9秒位居第4:141。比赛结束后，奥哈洛伦返回故乡，在珀斯受到车队和民众欢迎。为了表彰他的获奖表现，西澳大利亚州将他评为1956年的5位年度运动员之一。但是，州政府还是没有响应号召在西澳大利亚州修建奥运会标准泳池，直至1962年才为在珀斯举行的大英帝国和英联邦运动会建立。:141

## 退役后
1958年，奥哈洛伦的双亲专程赶到悉尼观看儿子在澳大利亚锦标赛上的表现，但由于耳部感染复发，奥哈洛伦表现不佳。他未能取得在加的夫举行的大英帝国和英联邦运动会参赛资格，然后在长途驱车经纳拉伯平原返回故乡宣布退役。另据报导，奥哈洛伦在抵达科杰纳普后曾说：“我受够了。”:141之后他全职在家中的牧场工作。
1976年，他人在奥哈洛伦家族牧场的围栏旁发现奥哈洛伦的尸体和步枪，估计他是在试图爬过围栏时绊倒，并意外开枪打中自己:453。奥哈洛伦终身未婚，科杰纳普的一个50米泳池命名为凯文·奥哈洛伦纪念泳池，他还在死后入选西澳大利亚州冠军名人堂。